# An Jae-sung
An Jae-sung, né le 28 mai 1985 à Suncheon (Corée du Sud), est un ancien joueur de tennis sud-coréen.

## Carrière
En 2008, il est sélectionné pour jouer le premier tour de la Coupe Davis face à l'Allemagne. Il perd le premier simple contre Philipp Kohlschreiber (6-2, 6-2, 6-2) et le double avec Jun Woong-sun contre Kohlschreiber et Petzschner (6-1, 6-3, 6-3).
Il compte à son actif 11 tournois Future dont 3 en simple, ainsi qu'une finale dans un tournoi Challenger à New Delhi en 2007 et un titre en double à Moncton en 2008.